# Mirabeau (stanice metra v Paříži)
Mirabeau je nepřestupní stanice pařížského metra na lince 10 v 16. obvodu v Paříži. Nachází se na křižovatce ulic Rue Mirabeau a Avenue de Versailles. Metro je v této části linky jednosměrné, tj. vlaky jezdí pouze ve směru ze stanice Boulogne – Pont de Saint-Cloud do stanice Gare d'Austerlitz.

## Historie
Stanice byla otevřena 30. září 1913 při prodloužení linky 8 od stanice Beaugrenelle (dnes Charles Michels) po Porte d'Auteuil.
27. července 1937 byl úsek linky 8 La Motte-Picquet – Grenelle ↔ Porte d'Auteuil odpojen od linky 8 a stal se součástí linky 10.

## Technické parametry
Trať od stanice La Motte-Picquet – Grenelle až k tunelu pod Seinou je stavěna běžným způsobem. Za řekou však byla trať z technických důvodů postavena netradičně. Do stanice Mirabeau na pravém břehu řeky vedou koleje, které leží ve větší hloubce než obvykle, neboť procházejí tunelem pod Seinou. V místě stanice měl stát kruhový objezd, a proto byla stanice rozdělena na dvě části - Église d'Auteuil pro západní směr a Mirabeau pro východní. Zdejší kostel měl však nestabilní základy, a proto bylo nutné zvýšit polohu stanice. Tím ovšem vznikl velký výškový rozdíl, které musel vlak z tunelu pod Seinou do nedaleké stanice překonat. Proto nájezdová rampa začíná ihned po opuštění tunelu a pokračuje přes stanici Mirabeau, kterou vlak v tomto směru jen projíždí vzhůru do stanice Église d'Auteuil. Odtud pokračuje do konečné stanice a vrací se opět do Mirabeau z opačné strany.

## Název
Jméno stanice je odvozeno od názvu ulice Rue Mirabeau. Honoré Gabriel Riqueti de Mirabeau (1749-1791) byl spisovatel, diplomat, novinář a významný politický činitel během Francouzské revoluce.

## Vstupy
Na nástupišti je jediný východ umístěný na jeho začátku, který vede na Avenue de Versailles u domu č. 63 a na Rue Mirabeau u domu č. 3/5.